# Радоши (Томиславград)
Радоши су насељено мјесто у Босни и Херцеговини у општини Томиславград које административно припада Федерацији Босне и Херцеговине. Према попису становништва из 1991. у насељу је живио 201 становник.

## Становништво
| Демографија Потребно је проверити податак | Демографија Потребно је проверити податак | Демографија Потребно је проверити податак |
| Година                                    | Становника                                | Становника                                |
| ----------------------------------------- | ----------------------------------------- | ----------------------------------------- |
| 1991.                                     | 201                                       |                                           |